# Centinela del Cóndor (canton)
Centinela del Cóndor est un canton d'Équateur situé dans la province de Zamora-Chinchipe.